# Ipodoryctes calacte
Ipodoryctes calacte är en stekelart som först beskrevs av Nixon 1939.  Ipodoryctes calacte ingår i släktet Ipodoryctes och familjen bracksteklar. Inga underarter finns listade i Catalogue of Life.